# AN/SQQ-89

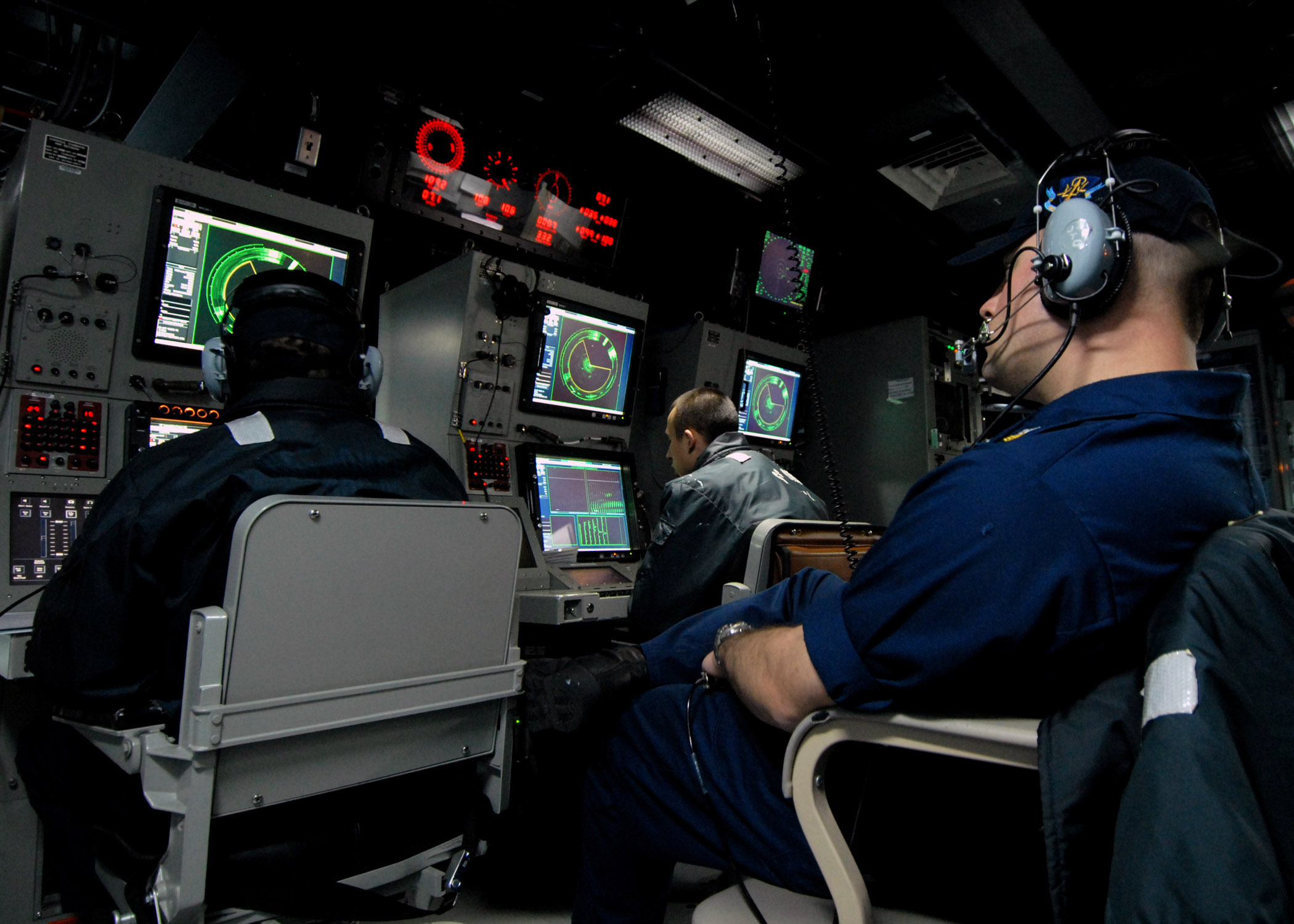
Die Systemkonsolen des SQQ-89(V)15 an Bord der Momsen

Das AN/SQQ-89 ist ein modernes U-Jagd-System für Oberflächenschiffe. Es wird von Lockheed Martin produziert.

## Beschreibung
Durch das SQQ-89 wurde erstmals eine umfassende Sensorfusion im U-Jagd-Bereich durchgeführt. Es vereint die Daten des Bugsonars, des Schleppsonars sowie der Tauchsonare und Sonobojen diverser U-Jagd-Hubschrauber, um anschließend eine Feuerleitlösung für die an Bord befindlichen Waffensysteme bereitzustellen. Da das System auf einer Vielzahl von Schiffen zum Einsatz kommt, gibt es eine dementsprechend große Vielfalt an Varianten.

## Varianten und Plattformen

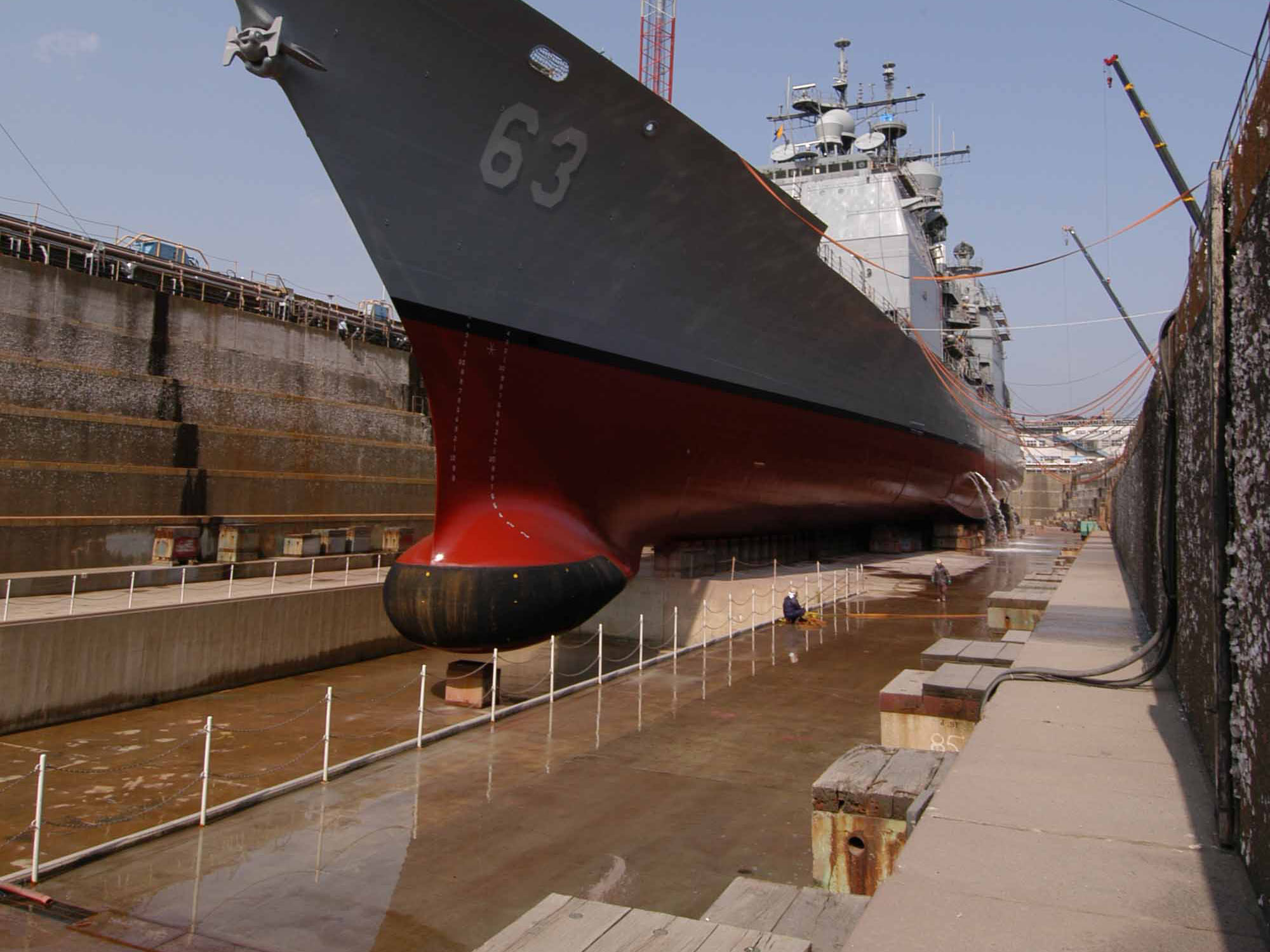
AN/SQS-53 des US-amerikanischen Kreuzers Cowpens

Anmerkungen zu den einzelnen Sub-Systemen:
- AN/SQS-53: Eine Sonaranlage am Bug des Schiffes
- AN/SQR-19: Ein Schleppsonar für Oberflächenschiffe
- AN/SQQ-28: Verarbeitet Sonardaten von LAMPS III-Hubschraubern
- Mk 116 ASWCS: Ein Feuerleitsystem für ASROC-Starter und Mk 46 Torpedos
- WAP (Weapons Alternate Processor): Ein Feuerleitsystem an Bord der Oliver-Hazard-Perry-Klasse
- SIMAS (Sonar In-situ Mode Assessment): Ein EDV-System für schiffseigene Sonaranlagen

| Variante           | AN/SQQ-89(V)1                                                           | AN/SQQ-89(V)2                             | AN/SQQ-89(V)3                                                           | AN/SQQ-89(V)4                                                                             |
| ------------------ | ----------------------------------------------------------------------- | ----------------------------------------- | ----------------------------------------------------------------------- | ----------------------------------------------------------------------------------------- |
| Plattform (Klasse) | Spruance                                                                | Oliver-Hazard-Perry                       | Ticonderoga                                                             | Arleigh-Burke                                                                             |
| Sub-Systeme        | - AN/SQS-53B(V)1 - AN/SQR-19(V)3 - AN/SQQ-28(V)2 - Mk 166 Mod 5 - SIMAS | - AN/SQR-19(V)2 - AN/SQQ-28 - WAP - SIMAS | - AN/SQS-53B(V)2 - AN/SQR-19(V)3 - AN/SQQ-28(V)2 - Mk 116 Mod 6 - SIMAS | - AN/SQS-53C(V)1 - AN/SQR-19B(V)3 - AN/SQQ-28(V)2 - Mk 116 Mod 7 - SIMAS (vollintegriert) |

Es sind noch weitere Varianten bekannt, auf deren Auflistung aber aus Gründen der Übersichtlichkeit verzichtet wurde.

### Modernisierungen
- Block I: Verwendung von COTS-Hardware und erweiterte Fähigkeiten zur Torpedo-Erkennung.
- Block II: Verbesserung der Leistung in flachen Küstengewässern
- Block III: Auch als AN/SQQ-89(V)15 bezeichnet. Verbessert nochmals die Leistung in Küstengewässern sowie die passive U-Boot- und Torpedo-Erkennung. Unterstützt diverse Systeme zur Minenbekämpfung.